# Stacy Pearsallová
Stacy L. Pearsallová (nepřechýleně Pearsall; * 1980 Corpus Christi) je americká fotografka. Sloužila jako vojenská fotografka u vzdušných sil Spojených států amerických, dokud kvůli svým zraněním neodešla do důchodu. Po odchodu z letectva pracovala Pearsallová jako profesionální fotografka.

## Životopis
Pearsallová narukovala k americkému letectvu ve svých sedmnácti letech. Cestovala do více než 41 zemí a zapojila se do programu vojenské fotoreportáže na škole SI Newhouse School of Public Communications na univerzitě v Syracuse, ale protože byla aktivní u letectva USA, titul nezískala.
Pearsallová poprvé vstoupila na frontu jako fotografka v Iráku v roce 2003. Strávila 280 dní zastřešováním misí humanitární pomoci a operacemi speciálních sil. Její snímky používali: prezident, ministr obrany a náčelníci štábů k informovaným rozhodnutím v bitevním prostoru. Získala Bronzovou hvězdu a Commendation Air Force za Valor za své činy v Iráku během tří bojových misí. Zatímco Pearseall byla na rehabilitaci kvůli válečným zraněním, která utrpěla v Iráku, strávila dlouhou dobu v čekárnách obklopená veterány, které chtěla uctit a poděkovat fotografiemi. Fotografovala a dokumentovala asi 8 500 veteránů ve všech padesáti státech a uspořádala mnoho výstav, které ukazují práci veteránů v jejich domovských městech.
Pearsallová jako jedna z pouhých dvou žen získala ocenění Národní asociace fotografických novinářů (NPPA) v kategorii Vojenský fotograf roku. Působila také jako porotkyně nominací na Pulitzerovu cenu a působila v poradním výboru School of Humanities and Social Sciences at The Citadel. Pearsallová také získala Cenu svobody nadace Carolinas Freedom Foundation, a je držitelem čestného doktorátu z Citadely. Pearsallová dokončila dvě fotografické knihy: Shooter: Combat from Behind the Camera a A Photojournalist's Field Guide. Založila také projekt Veterans Portrait Project.
Pearsallová a její manžel Andy Dunaway, také válečný fotograf v důchodu, žijí v Charlestonu v Jižní Karolíně. V roce 2009 Pearsallová převzala vedení společnosti Charleston Center for Photography.

## Galerie

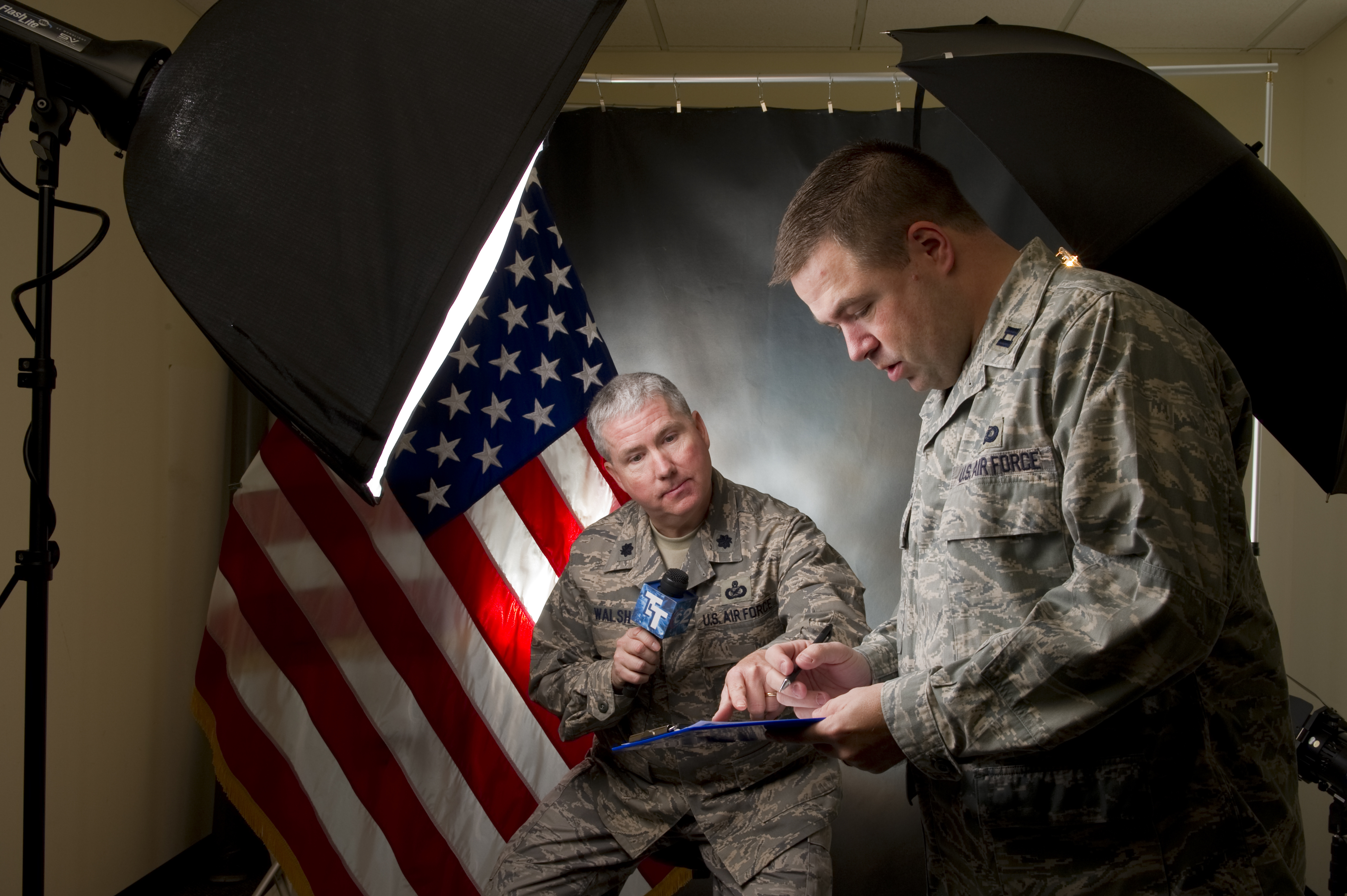
Airman forecasts clear skies as TV weatherman
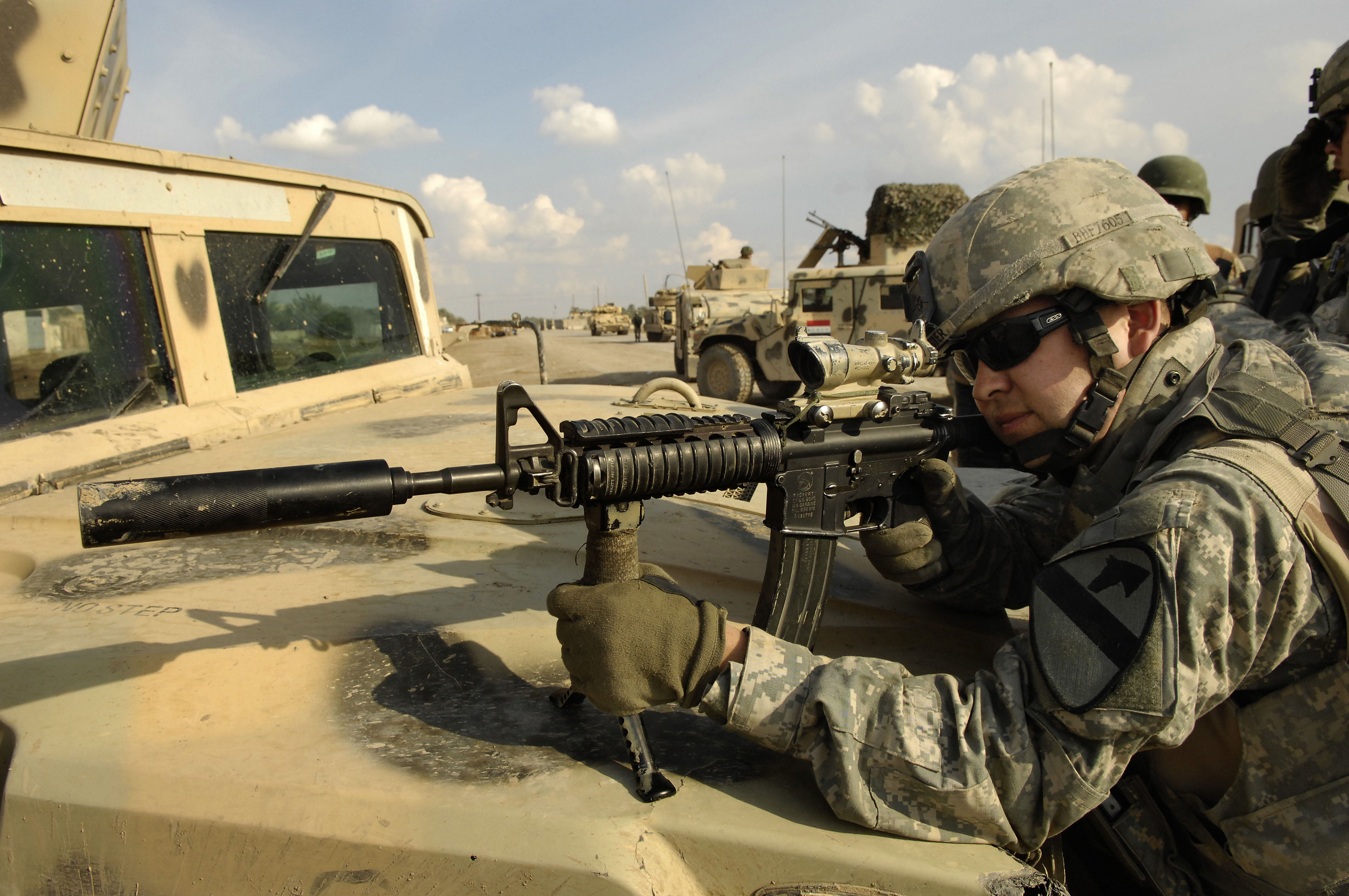
Buhriz Patrol
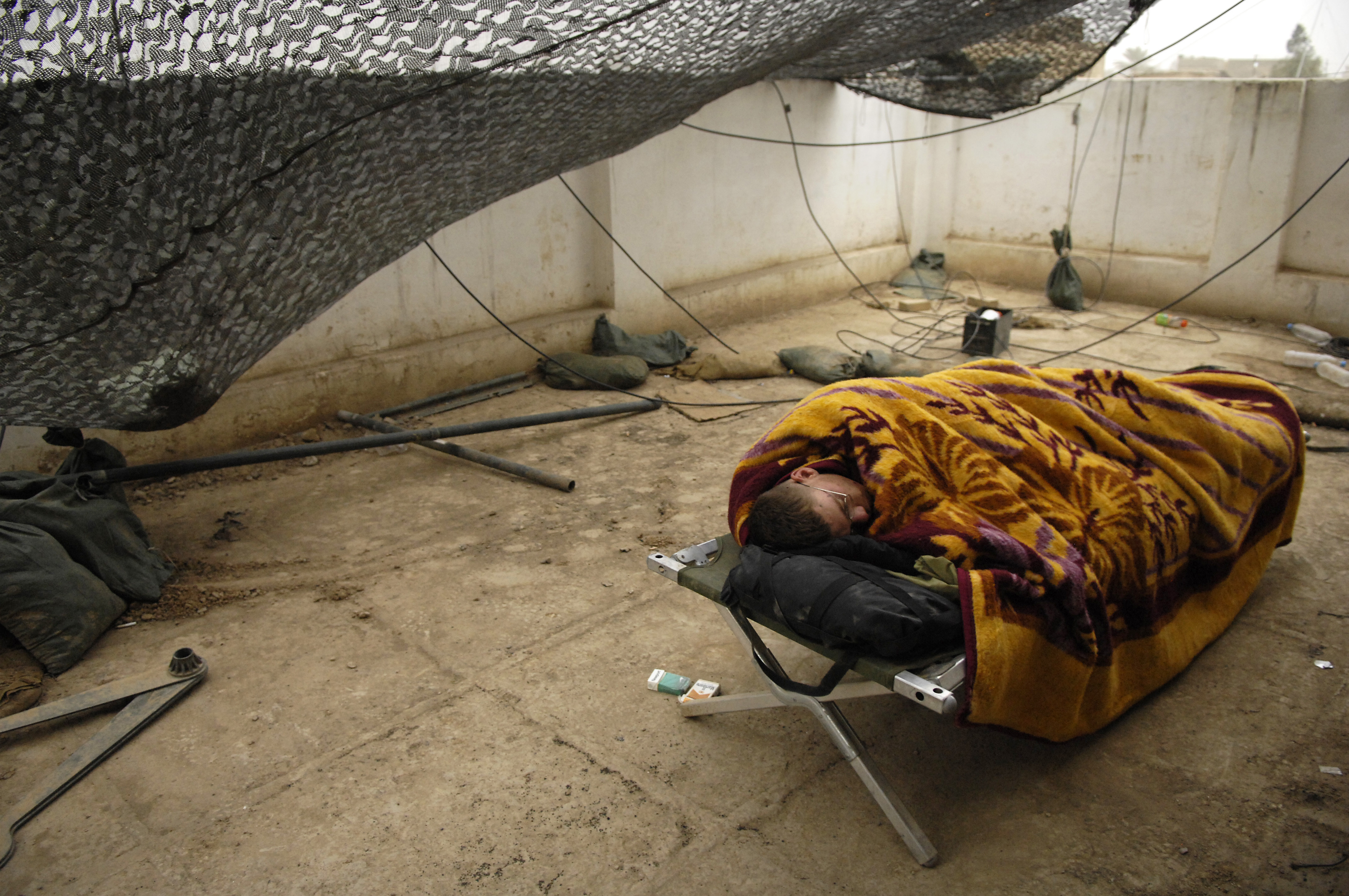
Cordon and Search
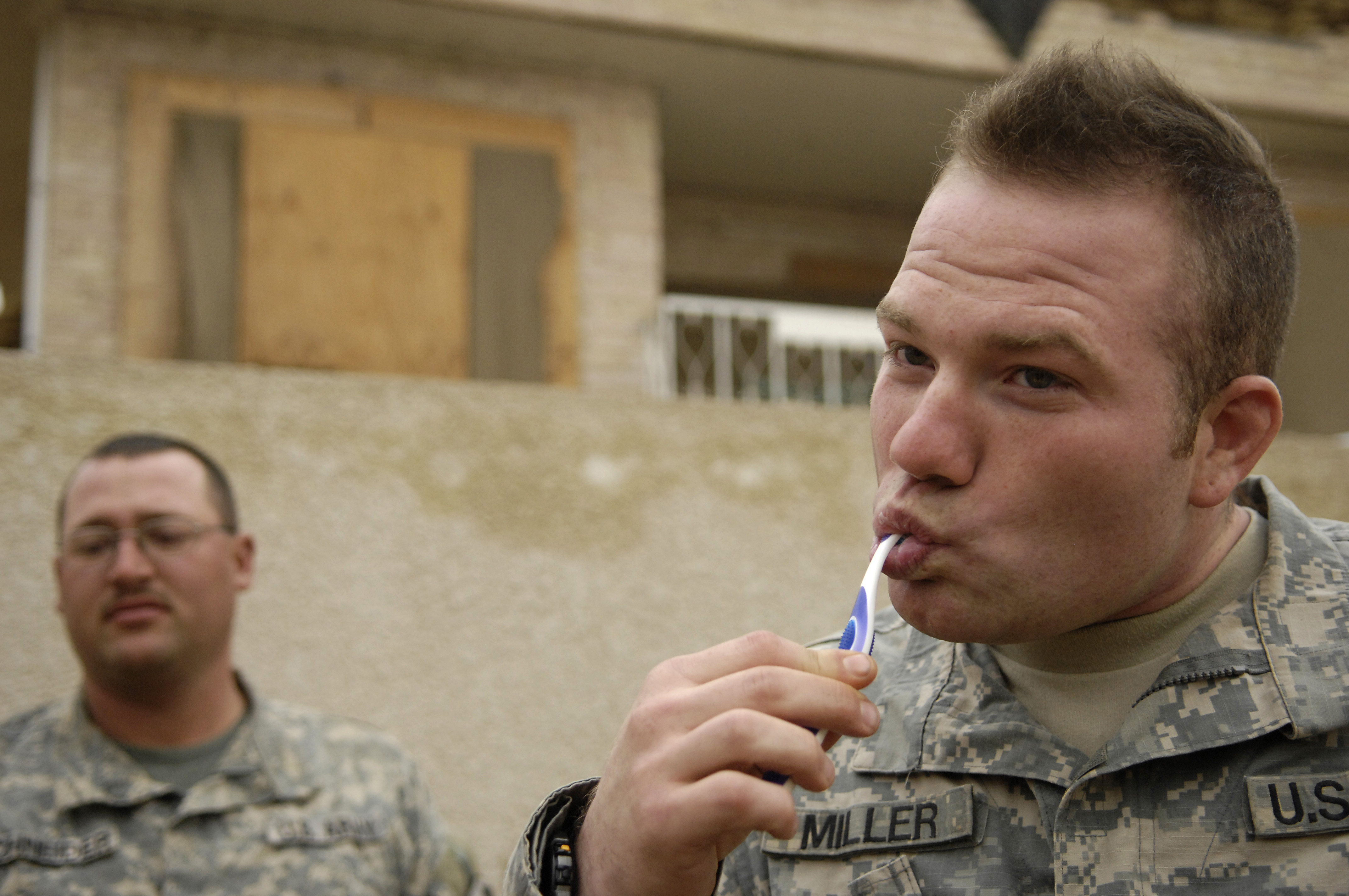
Cordon and Search
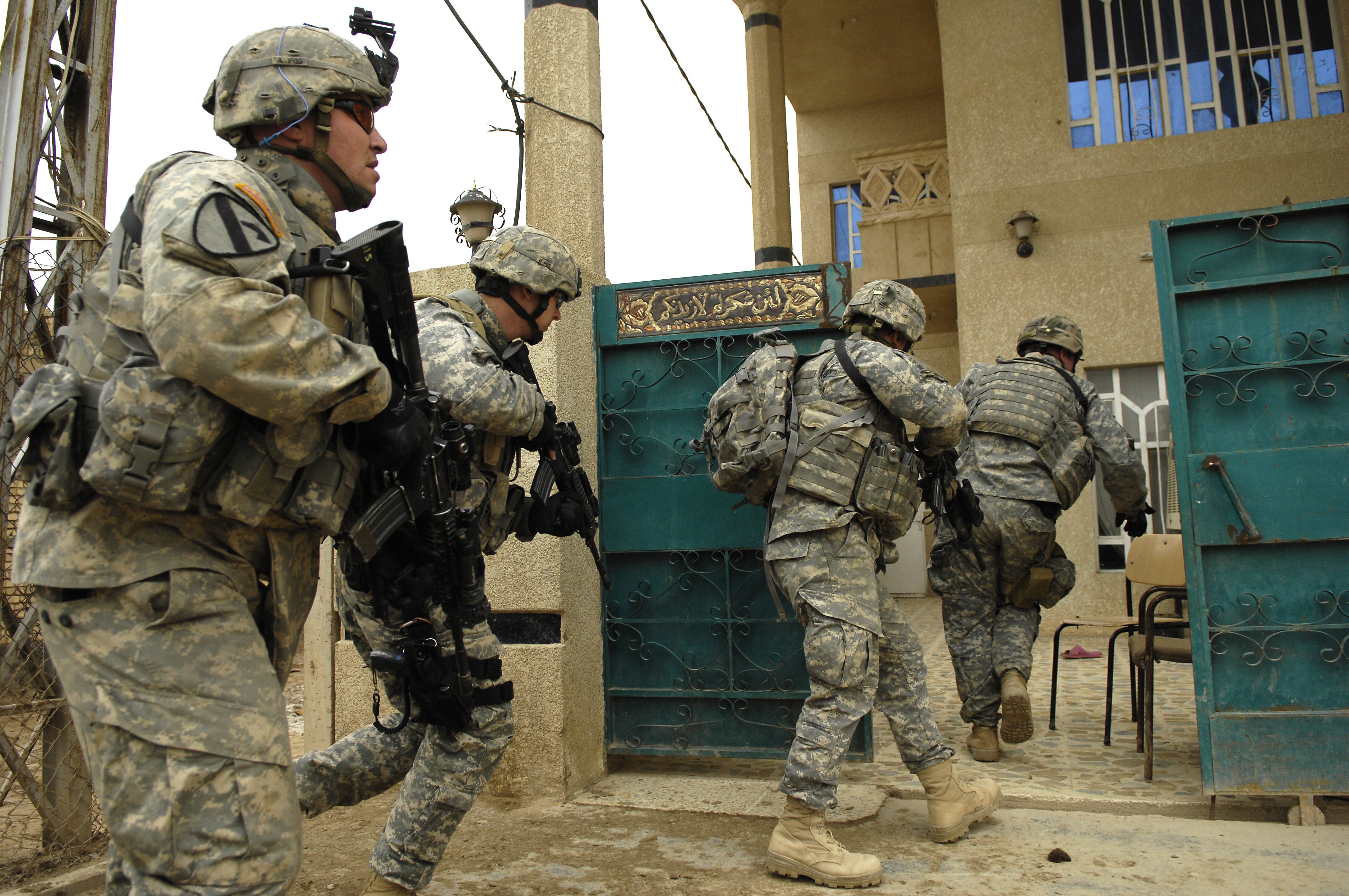
Cordon and Search
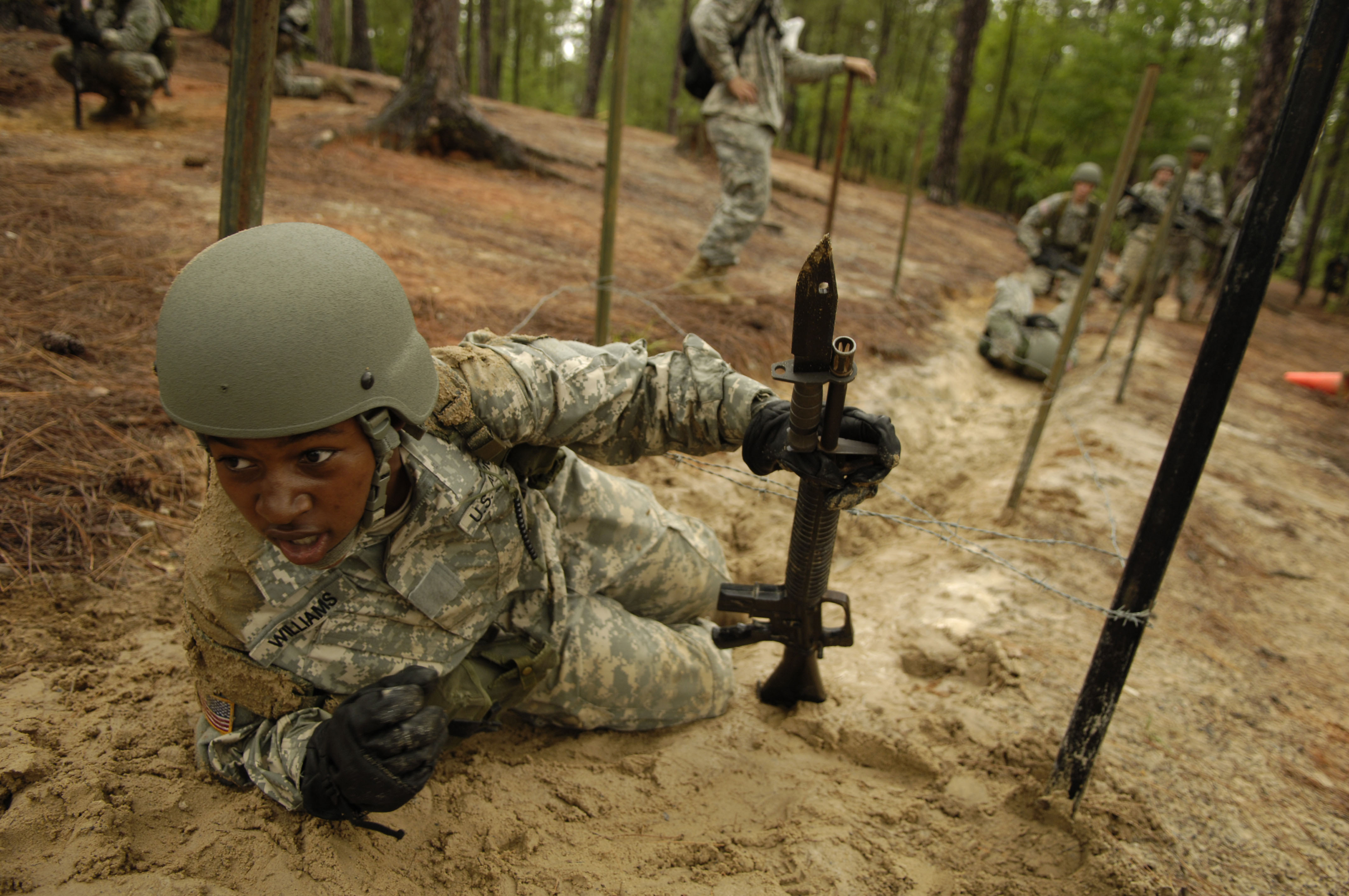
Defense.gov News Photo
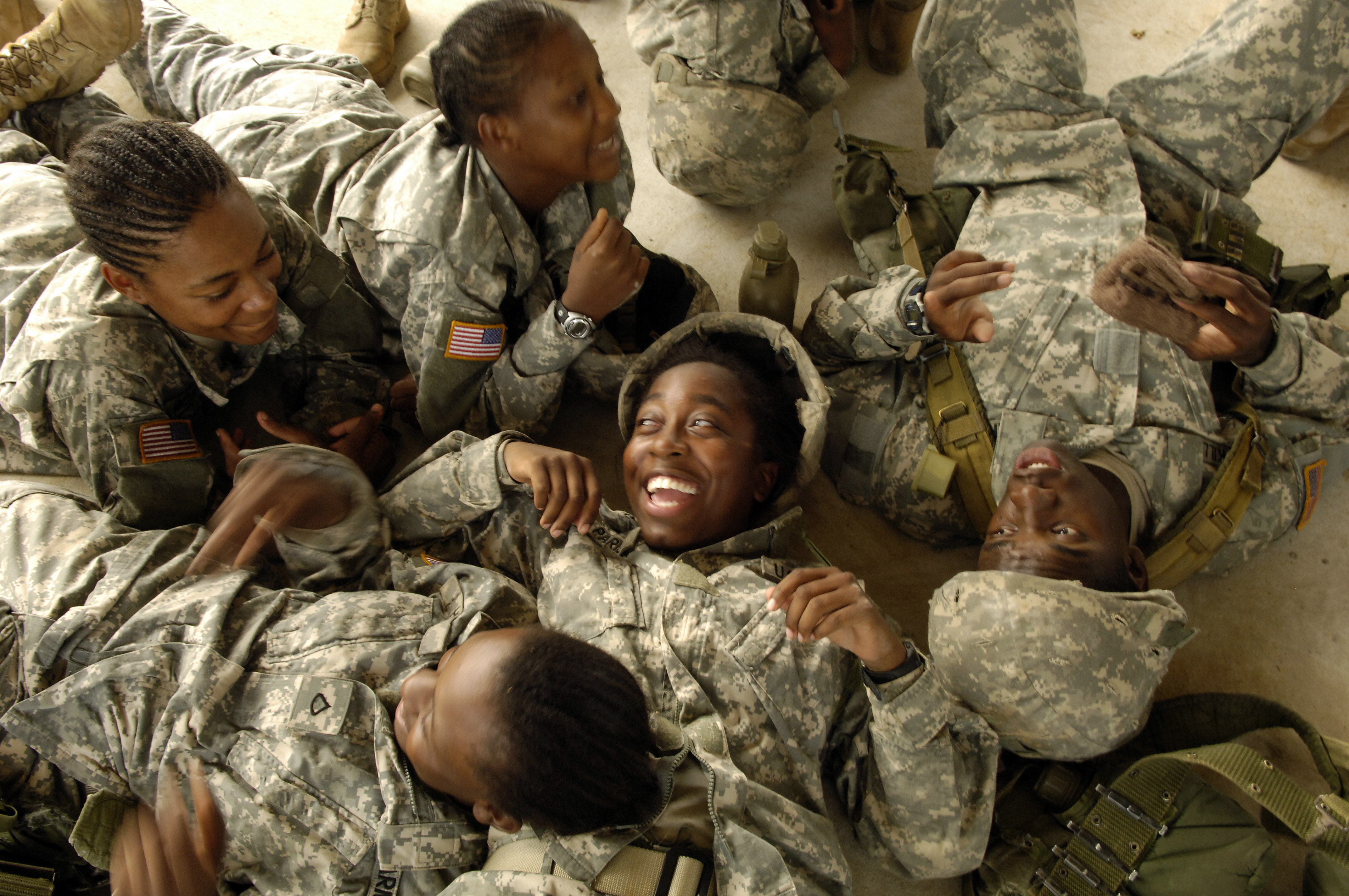
Defense.gov photo essay
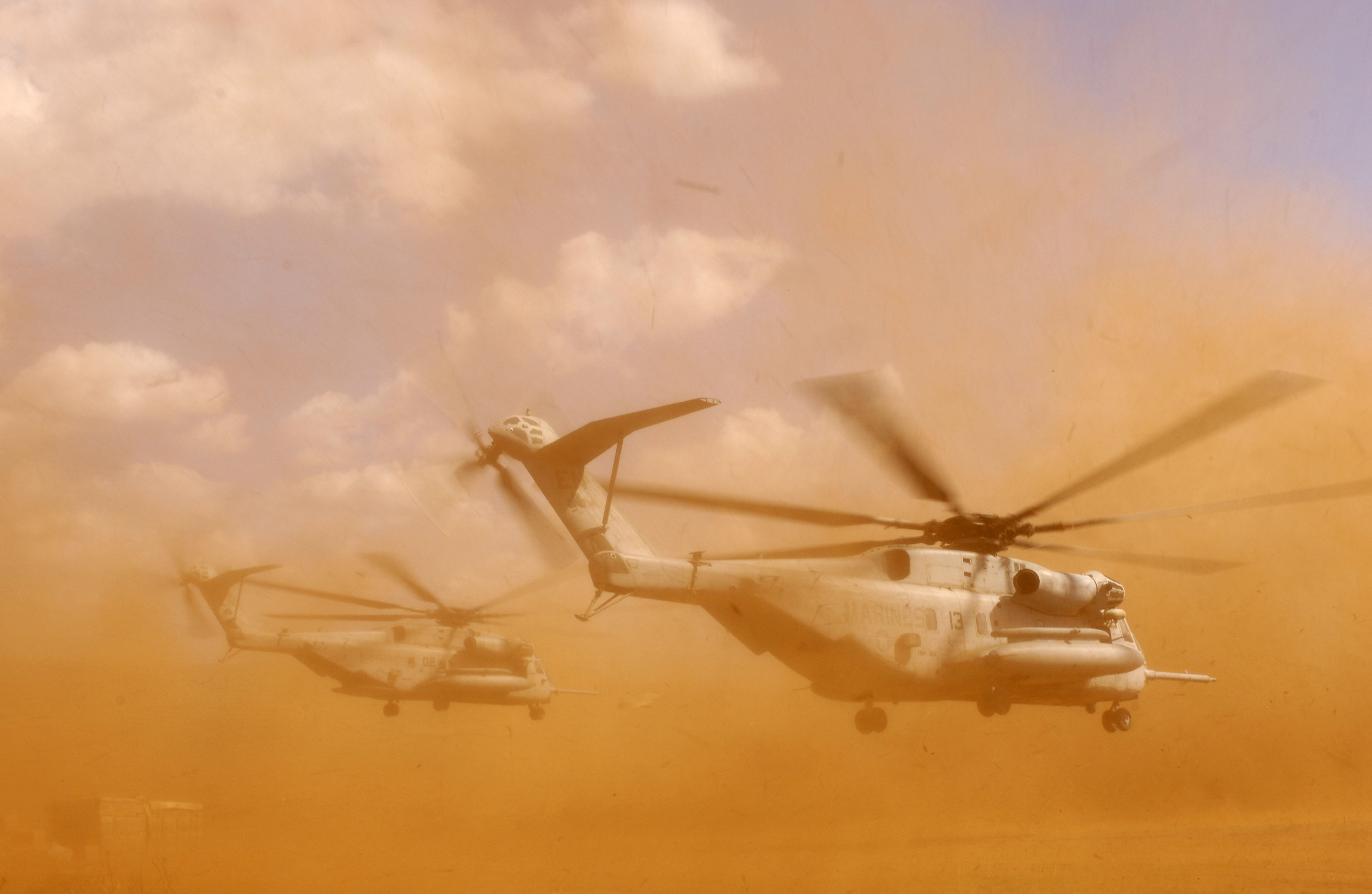
US Navy 051120-F-7234P-026 U.S. Marine Corps CH-53E Super Stallion helicopters, blow sand and rocks as they take off after delivering pellets of food and water for the U.S. military personnel